# Genfer Seerechtskonventionen
Bei den Genfer Seerechtskonventionen der Vereinten Nationen handelt es sich um vier am 29. April 1958 zum Abschluss der ersten UN-Seerechtskonferenz geschlossene internationale Abkommen zur Regelung des Seevölkerrechts. Sie wurden 1982 weitestgehend durch das Seerechtsübereinkommen ersetzt, welches die vier Konventionen inhaltlich zusammengefasst und weiterentwickelt hat.

## Die Konventionen
- Genfer Konvention über das Küstenmeer und die Anschlusszone, Inkrafttreten 10. September 1964
- Genfer Konvention über die Hohe See, Inkrafttreten 30. September 1962
- Genfer Konvention über die Fischerei und die Erhaltung der biologischen Reichtümer der Hohen See (auch „… Erhaltung der lebenden Schätze …“), Inkrafttreten 20. März 1966
- Genfer Konvention über den Festlandsockel, Inkrafttreten 10. Juni 1964

Ein zusätzliches Protokoll machte die Beilegung von resultierenden Streitigkeiten vor dem Internationalen Gerichtshof obligatorisch.

## Inhalt
Die drei ersten Übereinkommen stellten im Wesentlichen Kodifikationen bestehenden Völkergewohnheitsrechtes und Weiterbildungen des bestehenden Völkerrechts dar, das Übereinkommen über den Festlandsockel war dagegen völkerrechtliches Neuland. Die Breite des Küstenmeeres, zu der sich die Auffassungen seit der 1921 durch die Sowjetunion erfolgten Erklärung der Ausdehnung der Hoheitsgewässer von drei auf zwölf Seemeilen im Wandel befanden, musste offengelassen werden. Der Grund hierfür lag im Versuch der Konventionen, im Wesentlichen die Zweiteilung in Küstenmeer und Hohe See aufrechtzuerhalten. Dies kollidierte mit den mittlerweile von vielen Staaten erhobenen Ansprüchen auf ausschließliche wirtschaftliche Nutzungsrechte weit außerhalb des bisherigen Küstenmeeres. 1945 hatten die USA ohne Festlegung einer seewärtigen Grenze die ausschließliche Nutzung ihres Kontinentalschelfs sowie die Einrichtung von „Fischereierhaltungszonen“ für sich in Anspruch genommen. Diesem Beispiel waren zunehmend weitere Staaten gefolgt. Innerhalb des dualen Systems Küstenmeer/Hohe See erforderte dies eine entsprechend weite Ausdehnung des Küstenmeeres, was eigentlich von niemandem gewollt war. Nur in der Frage der Nutzung des Festlandsockels konnte weitgehende Einigkeit erzielt werden. Die Lösung des Problems der Fischereizonen durch die Schaffung von ausschließlichen Wirtschaftszonen blieb dem Übereinkommen von 1982 vorbehalten. Die dort ebenfalls getroffene Regelung zur Nutzung des Meeresbodens außerhalb des Festlandsockels war 1958 aufgrund fehlender technischer Machbarkeit noch gegenstandslos.
Die Fischerei außerhalb des Küstenmeeres blieb im Wesentlichen noch der einvernehmlichen Vereinbarung der Beteiligten einschließlich der Küstenstaaten überlassen; gegebenenfalls war ein Schlichtungsverfahren durch eine internationale Kommission vorgesehen. Das Übereinkommen über den Festlandsockel legte dagegen erstmals ausschließliche Rechte der Küstenstaaten außerhalb des schmalen Küstenmeeres fest. Diese erstrecken sich auf die Erforschung und Ausbeutung von natürlichen Schätzen des Festlandsockels, d. h. Bodenschätzen und nicht schwimmfähigen Bodenlebewesen. Grenzt ein Festlandsockel an mehrere Staaten, gilt im Grundsatz das Äquidistanzprinzip, das die Grenzlinie in gleichem Abstand von beiden Küsten zieht. Der Teil des Festlandsockels, in dem einem Staat Rechte nach der Konvention zustehen, ist nicht Teil seines Territoriums; auch auf den Status darüberliegender Gewässer besteht kein Einfluss.
Die Schweiz hat sämtliche Abkommen ratifiziert. Die Bundesrepublik Deutschland hat das Übereinkommen über die Fischerei und die Erhaltung der lebenden Schätze der Hohen See nicht unterzeichnet und schließlich nur das Übereinkommen über die Hohe See mit Einwendungen sowie das Protokoll ratifiziert. Österreich hat nur das Übereinkommen über die Hohe See ratifiziert.